# Чула (Міссісіпі)
Чула (англ. Tchula) — місто (англ. town) в США, в окрузі Голмс штату Міссісіпі. Населення — 1652 особи (2020).

## Географія
Чула розташована за координатами 33°10′59″ пн. ш. 90°13′22″ зх. д. / 33.18306° пн. ш. 90.22278° зх. д. (33.183181, -90.222848).  За даними Бюро перепису населення США в 2010 році місто мало площу 3,73 км², з яких 3,65 км² — суходіл та 0,09 км² — водойми.

## Демографія
Згідно з переписом 2010 року, у місті мешкало 2096 осіб у 695 домогосподарствах у складі 487 родин. Густота населення становила 561 особа/км².  Було 773 помешкання (207/км²).
Расовий склад населення:
| - 97,2 % — чорних або афроамериканців - 1,6 % — білих - 0,2 % — азіатів |

До двох чи більше рас належало 0,9 %. Частка іспаномовних становила 1,1 % від усіх жителів.
За віковим діапазоном населення розподілялося таким чином: 34,6 % — особи молодші 18 років, 56,2 % — особи у віці 18—64 років, 9,2 % — особи у віці 65 років та старші. Медіана віку мешканця становила 27,4 року. На 100 осіб жіночої статі у місті припадало 79,5 чоловіків;  на 100 жінок у віці від 18 років та старших — 75,3 чоловіків також старших 18 років.
Середній дохід на одне домашнє господарство  становив 20 436 доларів США (медіана — 13 273), а середній дохід на одну сім'ю — 17 480 доларів (медіана — 14 453). За межею бідності перебувало 66,8 % осіб, у тому числі 77,5 % дітей у віці до 18 років та 53,4 % осіб у віці 65 років та старших.
Цивільне працевлаштоване населення становило 371 осіб. Основні галузі зайнятості: освіта, охорона здоров'я та соціальна допомога — 31,5 %, виробництво — 30,7 %, будівництво — 10,8 %, публічна адміністрація — 8,1 %.